# La Publicitat

La Publicitat (en français : « La Publicité ») est un journal en catalan publié à Barcelone du 1er octobre 1922 au 23 janvier 1939. Il a notamment été dirigé par l'écrivain Just Cabot. 

## Présentation
Ce journal, né de l'ancien journal en castillan la publicidad lors de son rachat par le parti politique catalan Acció Catalana, fut l'un des principaux organes du catalanisme intellectuel. Parmi ses collaborateurs on peut mentionner : Antoni Rovira i Virgili, Carles Soldevila, Jaume Bofill i Mates, Pompeu Fabra, Tomàs Garcés, Josep Vicenç Foix, Carles Riba, Armand Obiols, Sebastià Gasch, Baltasar Samper, Domènec de Bellmunt, Carlos Sentís, Josep Maria Planas, Jaume Carner, Josep Maria de Sagarra, Josep Pla, Miquel Duran, Manuel Brunet, Roser Matheu i Sadó, Irene Polo, etc.
Ses publications incluent des interventions occasionnelles de politiques, d'historiens, de critiques littéraires et de scientifiques. 
Le journal maintient son ton catalaniste pendant la dictature de Primo de Rivera mais est suspendu jusqu'en janvier 1935 à la suite de la proclamation de l'État catalan du 6 octobre 1934. Il disparaît définitivement lors de la guerre civile lorsque les troupes franquistes prennent Barcelone en 1939.